# 熱帶風暴貝琦 (1970年)
熱帶風暴貝琦（英語：Tropical Storm Becky）是1970年大西洋颶風季中的第二個熱帶氣旋，亦是該風季中第二個被命名的風暴。7月19日，一個熱帶低氣壓在加勒比海形成。翌日，它在尤卡坦海峡附近逐漸發展，並增強成為熱帶風暴，被國家颶風中心命名為貝琦。貝琦的中心最高風速達到65英里每小時（105每小時），當時在陸上的暴風雨急劇惡化。它其後於7月22日在佛羅里達州狹長地帶登陸，並於內陸迅速減弱。由於它在陸上的強度已大幅度減弱，因此大部分的破壞均是由暴雨引起的。暴雨導致塔拉赫西等地出現洪災，104戶家庭因此而受到不同程度的影響。貝琦在整個美國共造成了約50萬美元（1970年美元）的損失。暴雨亦在部分較北州份造成了河水氾濫等災害；貝琦亦可能令受吹襲地區出現龍捲風，破壞了數座房屋，並導致一人死亡。

## 氣象歷史
1970年7月16日，一個較大的熱帶擾動在巴拿馬附近的熱帶輻合帶分離。在7月18日，廣闊的對流雲帶支配了天鵝群島和古巴西部之間的區域。部分熟悉氣象的人士指出，對流雲帶與旁邊的低層氣旋融合起來，最後增強成為了一個熱帶低氣壓。亦有人指出，7月9日在非洲海岸的东风波才是貝琦的起源。
該擾動在7月19日增強成為一熱帶性低氣壓。隨著它在尤卡坦海峡移動，其對流雲團變得更有組織，並開始逐漸發展。7月20日，一架美國侦察机收集了一些有關最高風速的數據，並表示該熱帶低氣壓已增強成為一熱帶風暴，因此將其命名為貝琦。
受大西洋高氣壓的變化及墨西哥上空的低气压影響下，貝琦初時大致向北移動。偵察機所收集到的數據顯示，貝琦當時仍然未有完整的組織，而中心最低氣壓為1,008毫巴（29.8英寸汞柱）。雖然貝琦形成了一個頗強的低層環流，但由於中心溫度沒有明顯的上升，導致地表氣壓沒有錄得明顯的下降。7月20日晚，一艘在貝琦附近航行的船隻錄得最低氣壓為約1,003 mbar（29.6 inHg）；而另一艘船則錄得了約每小時100公里的持續風速，當時貝琦已經達到最高的強度。後來，偵察機及气象雷达均顯示貝琦有發展風眼的跡象，有美國國家海洋及大氣管理局的員工認為它已達到颶風的強度下限。其後，該員工指出它仍然維持熱帶風暴的強度，而早前形成的風眼亦隨即消失。
在7月21日，風暴繼續向北移動，組織開始逐漸弱化，變得鬆散。7月22日，貝琦的強度繼續下降，只達到了熱帶風暴強度的下限。它隨即在佛羅里達州的圣乔港附近登陸，並在陸上迅速減弱；雨雲及低壓區則繼續向北移動至美國中西部，並在密歇根州完全地消散。

## 預備工作
要求在海上工作的員工撤離，並移去了部分工作器材。华尔顿堡滩、圣乔港等地均發佈了熱帶風暴警告；亚拉巴马州及佛羅里達州沿岸地區、巴拿马城及圣马克亦發佈了烈风警报。此外，國家颶風中心對密西西比州、路易斯安那州等部分地區發出了颶風觀察預警， 並於7月22日對佛羅里達北部發出了龍捲風預警。北卡罗来纳州西部發佈了暴洪預警，亦有部分地區發佈了龍捲風警報。在發佈了烈风警报的巴拿马城和圣马克，當局預料持續風速將達到50英里每小時（80每小時）。當局同時預計最高雨量不少於8英寸（200），並將會有約2至4英尺（0.61至1.22）的風暴潮出現。在貝琦登陸時，當地氣象部門指可能出現龍捲風，是風暴登陸時的正常現象，呼籲民眾保持警惕。
數千名居住於聖羅莎島、德斯坦及其他低窪地區的居民需要從當地撤離，有部分居民選擇疏散至沿海地區所設立的臨時避難中心。有位於德斯坦的商店指，罐頭食品、手電筒等應災物品當時被搶購一空。時任佛羅里達州州長克勞德·柯克於緊急警報命令衛生單位及執法部門如常運作；當局同時建議墨西哥灣東北部的小型船隻留在港口，直到潮水減退。

## 影響

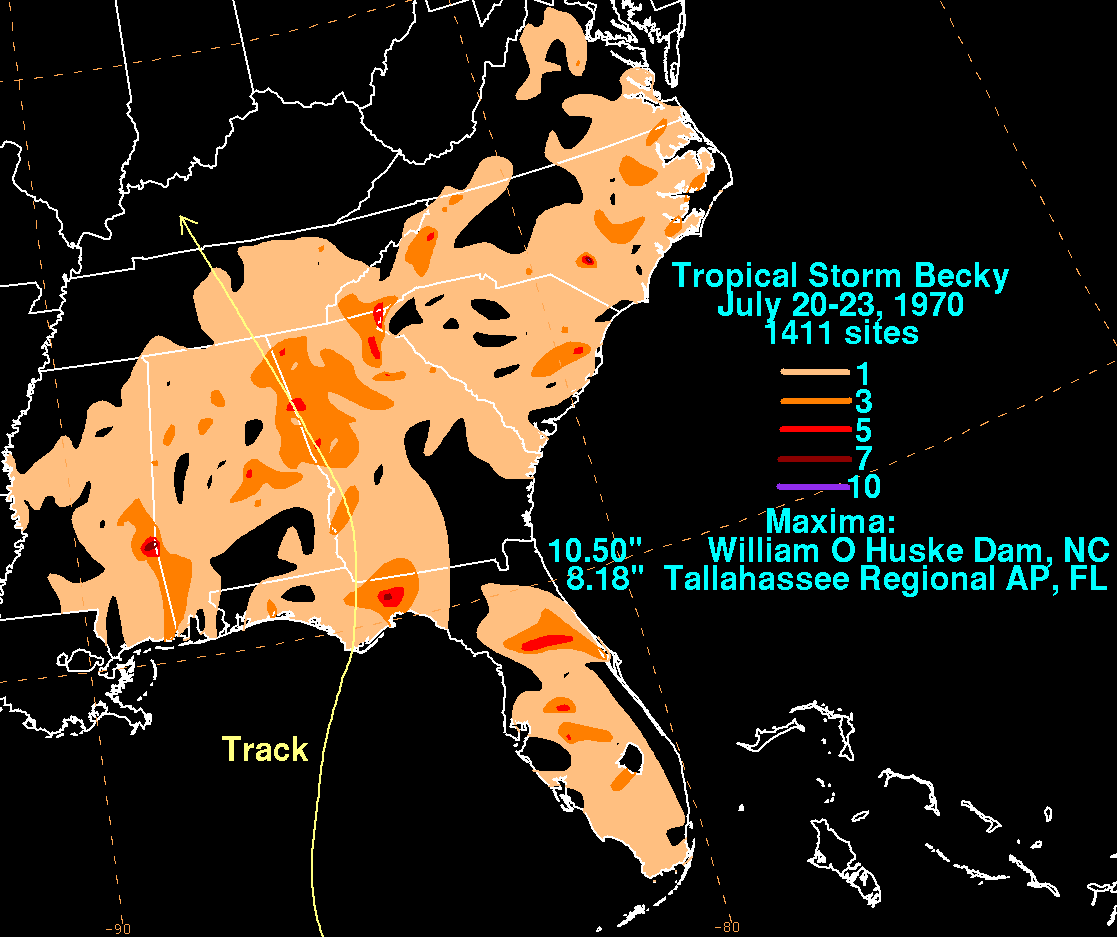
受影響地區的雨量圖

登陸後，佛羅里達州狹長地帶沿岸錄得了烈風程度的持續風速，并出現了3英尺（0.91）的風暴潮，當時所錄得的最低氣壓為1007毫巴。佛羅里達州首府塔拉赫西的降雨量為8英寸（200），由於當地排洪能力不佳，加上降雨量大，因此發生了嚴重的洪災。此外，位於佛羅里達州的安娜玛丽亚島的自然景觀因受到56英里每小時（90每小時）的強風及其帶來的暴雨而受損。在南卡罗来纳州，高降雨量令當地部分河流達到水位上限；北卡罗来纳州亦有持續的降雨，當地出現河水上漲，但未有達到水位上限。在恐懼角河，有船舶滑道被洪水沖走。同時，貝琦導致喬治亞州與亚拉巴马州出現降雨，稍為緩解了當地的乾旱狀況。
紅十字會表示，塔拉赫西有104個家庭因當地的洪水而遭受損失，當中有兩人受傷。克劳福德维尔有县制法院附近出現洪災，水深達至膝蓋。部分位於低窪地區的房屋因洪水而受損。在塔拉赫西的西南部，有15戶家庭因受到4英尺（1.2）的洪水影響而需要划船撤離。同時，塔拉赫西附近有數百輛汽車被困於洪水中。當地為預防造成重大損失而封閉了部分主要幹道。貝琦在整個美國共造成50萬美元（1970年美元）損失，主要集中於萊昂縣及沃库拉县，一共有兩人受傷。
當地傳媒報導，有數股龍捲風在境內形成。在喬治亞州伊曼紐爾縣，龍捲風導致一人喪生，並摧毀了一所住宅。但由於該龍捲風在距離貝琦較遠的冷鋒後形成，美國國家海洋及大氣管理局認為它與貝琦並無直接關係。